# Delir Lahuti
Delir Gassemowitsch Lahuti (russisch Делир Гасемович Лахути; * 26. April 1934; † 27. Januar 2022 in Moskau) war ein sowjetisch-russischer Kybernetiker und Philosoph.

## Leben
Lahuti stammte aus einer persischen Familie. Sein Vater war der Dichter Abulqossim Lohutij.
Lahuti studierte an der Lomonossow-Universität Moskau (MGU) in der Abteilung für Logik der Philosophischen Fakultät mit Abschluss 1957 und in der Mechanisch-Mathematischen Fakultät der MGU am Lehrstuhl für Mathematische Logik. Er gehörte zu dem 1952 von Boris Gruschin, Alexander Sinowjew, Merab Mamardaschwili und Georgi Schtschedrowizki gegründeten Logiker-Kreis der Studenten und Absolventen der Philosophischen Fakultät der MGU, der bis 1958 existierte.
Im Gesamtrussischen Institut für wissenschaftliche und technische Information (WINITI) verteidigte Lahuti 1971 seine Dissertation über die Bewertung von Suchsystemen mit Erfolg für die Promotion zum Kandidaten der technischen Wissenschaften.
Lahuti wurde 1988 Professor des Moskauer Instituts für Geschichte und Archivierung, das 1991 ein Institut der neuen Russischen Staatlichen Geisteswissenschaftlichen Universität (RGGU) wurde. Er leitete dort das Studien- und Forschungszentrum für die informatische und linguistische Bearbeitung intelligenter Systeme. Er war Mitglied der Russischen Assoziation für Künstliche Intelligenz. 1999 verteidigte er in der RGGU seine Doktor-Dissertation über Probleme der Intellektualisierung informatischer Systeme mit Erfolg für die Promotion zum Doktor der technischen Wissenschaften.
Die Forschungsschwerpunkte Lahutis waren die automatische Analyse von Texten in natürlicher Sprache und die informatischen Suchsysteme für Volltext-Datenbasen. Er übertrug den Tractatus logico-philosophicus Ludwig Wittgensteins (1958), die Introduction to Cybernetics W. Ross Ashbys (1959). die Objektive Erkenntnis Karl Poppers (2002) und weitere wissenschaftliche, methodologische und philosophische Arbeiten ins Russische.